# 惑星のかけら (アルバム)
『惑星のかけら』（ほしのかけら）は、日本のロックバンド・スピッツの3作目のオリジナルアルバム。1992年9月26日にポリドールより発売。

## 概要
- 同年4月にオーケストラ色豊かな『オーロラになれなかった人のために』を出した反動から、グランジ色の強い歪んだギターが中心のロックサウンドが特徴的な作品になっている。メンバーは「音のエコー感は『オーロラになれなかった人のために』での経験を活かせた」と語る。
- ボーカルの草野マサムネは、この頃作詞の時、イメージと出来上がった言葉とのギャップにかなり悩んでいたという。
- エンジニアにはインディーズ時代のアルバム『ヒバリのこころ』を手掛けた牧野英司が再び起用された。
- カバーモデルの少年は吉田健吾[1]。CDでは「Special Thanks」にクレジットされているが、1997年に発売されたアナログ盤には「Cover Model」としてクレジットされている。なお、ジャケット裏のメンバーの写真はマイ・ブラッディ・ヴァレンタインのアルバム『イズント・エニシング』のジャケット写真を意識したもの[2]。
- 現在オリジナル盤は廃盤となり、LAのエンジニア、スティーヴン・マーカッセンによりリマスタリングを施して、2002年10月16日に再発。音楽評論家小野島大によるライナーノーツが封入されている。2008年12月17日にはSHM-CDとして再発売された（内容は同じ）。

## 収録曲
| 全編曲: スピッツ（#6,編曲：スピッツ with 長谷川智樹）。 |                        |           |           |       |
| #                                                       | タイトル               | 作詞      | 作曲      | 時間  |
| 1.                                                      | 「惑星のかけら」       | 草野正宗  | 草野正宗  | 5:26  |
| 2.                                                      | 「ハニーハニー」       | 草野正宗  | 草野正宗  | 4:39  |
| 3.                                                      | 「僕の天使マリ」       | 草野正宗  | 草野正宗  | 3:09  |
| 4.                                                      | 「オーバードライブ」   | 草野正宗  | 草野正宗  | 3:38  |
| 5.                                                      | 「アパート」           | 草野正宗  | 草野正宗  | 3:12  |
| 6.                                                      | 「シュラフ」           | 草野正宗  | 草野正宗  | 5:43  |
| 7.                                                      | 「白い炎」             | 草野正宗  | 草野正宗  | 5:00  |
| 8.                                                      | 「波のり」             | 草野正宗  | 草野正宗  | 3:05  |
| 9.                                                      | 「日なたの窓に憧れて」 | 草野正宗  | 草野正宗  | 6:10  |
| 10.                                                     | 「ローランダー、空へ」 | 草野正宗  | 草野正宗  | 4:37  |
| 11.                                                     | 「リコシェ号」         | -         | 三輪徹也  | 2:55  |
| 合計時間:                                               | 合計時間:              | 合計時間: | 合計時間: | 47:34 |

### 楽曲解説
1. 惑星のかけら
4thシングルにもなったタイトルチューン。原曲のキーはFだが、ライブでは長2度上のGで演奏される。
2. ハニーハニー
それまで避けていた英語の歌詞を導入。草野曰く「踏み絵を踏むような気持ち」だった。
辺見えみりが1996年のアルバム「流れ星」でカバーしている。
3. 僕の天使マリ
草野曰く「ジッタリン・ジンに影響されて作った曲」。バンジョーを取り入れ、カントリー風にアレンジされている。
4. オーバードライブ
ハードな曲だが、終盤でなぜかサンバのリズムとコーラスが入る。
メンバー曰く「本当はカッコよく決めようと思っていたのに、コーラスを入れたら可愛くなってしまった」と語っている。
5. アパート
失恋を歌った曲。アマチュア時代初期の代表曲「泥だらけ」が原曲であると言われているが、殆ど原形をとどめていない。
6. シュラフ
シュラフは寝袋の意味。フルートが入る。この曲のみ『オーロラになれなかった人のために』の長谷川智樹との共同アレンジ。
7. 白い炎
手拍子も入っているノリの良い曲。歌詞中の「GAS」という部分が歌詞カードではタンクローリーのような絵の中に書いてある。
8. 波のり
メンバーはこの曲のかわりに「惑星のかけら」のカップリング、「マーメイド」を入れようか思案したが、結局こちらの曲になる。ベンチャーズ風のテケテケが入る。
9. 日なたの窓に憧れて
後に5thシングルとしてリカット。終始鳴り続けるシーケンスの発案者は草野である。
10. ローランダー、空へ
ローランダーとは低地に住む人という意味である。
11. リコシェ号
インストゥルメンタル。元々は歌ものであったが、草野の「この曲インストでもいいかもね」という一言でインストに決まった。歌詞は記載されていないが、「ゴーゴーゴーリコシェ」とだけ歌っている。P-MODELのことぶき光がシンセサイザーで参加している。

## アナログ盤
- Spitz Analog Disc Collection Vol.5として、アナログ盤が1997年5月5日にリリースされた。
- Spitz Analog Disc Collectionシリーズでは唯一のブラック・ビニール仕様。
- 根本敬によるオリジナルコミックを収録。
- 最初の3曲「リコシェ号」「日なたの窓に憧れて」「惑星のかけら」は曲間がなくつながっている。また、「僕の天使マリ」の出だしのSE及び「波のり」の出だしのカウントはカットされている。
- 曲順、構成は以下の通り。

| 全編曲: スピッツ（#5,編曲：スピッツ with 長谷川智樹）。 |                        |       |            |      |
| #                                                       | タイトル               | 作詞  | 作曲・編曲 | 時間 |
| 1.                                                      | 「リコシェ号」         |       |            | 2:55 |
| 2.                                                      | 「日なたの窓に憧れて」 |       |            | 6:10 |
| 3.                                                      | 「惑星のかけら」       |       |            | 5:26 |
| 4.                                                      | 「僕の天使マリ」       |       |            | 3:09 |
| 5.                                                      | 「シュラフ」           |       |            | 5:43 |
| 合計時間:                                               | 合計時間:              | 23:23 |            |      |

| 全編曲: スピッツ。 |                        |       |            |      |
| #                  | タイトル               | 作詞  | 作曲・編曲 | 時間 |
| 1.                 | 「ハニーハニー」       |       |            | 4:39 |
| 2.                 | 「アパート」           |       |            | 3:12 |
| 3.                 | 「オーバードライブ」   |       |            | 3:38 |
| 4.                 | 「波のり」             |       |            | 3:05 |
| 5.                 | 「白い炎」             |       |            | 5:00 |
| 6.                 | 「ローランダー、空へ」 |       |            | 4:37 |
| 合計時間:          | 合計時間:              | 24:11 |            |      |

## 演奏
- 草野マサムネ：Vocals, Guitars Harmonica, Samba Whistle
- 三輪テツヤ：Guitars, Banjo
- 田村明浩：Bass
- 崎山龍男：Drums, Percussion
- 長谷川智樹：Acoustic Piano (6), Hammond Organ (11)
- 古村敏比古：Flute (6)
- ことぶき光：Analog Synthesizer (7.11)
- 寺本りえ子：Backing Vocals (3.4.11)